# Ренклод золотистый
Ренклод золотистый — сорт сливы домашней, выведенный русским биологом и селекционером Иваном Васильевичем Мичуриным. Является хорошим перворазрядным сортом.

## История
Сорт был получен от посева зерна терносливы, оплодотворённой в 1888 году пыльцой другого сорта, зелёного ренклода. Всход зерна произошёл весной 1889 года, а первое плодоношение сеянца — в 1897 году, на 8-й год его роста.
Впервые описание ренклода золотистого было опубликовано в статье «Гибриды Зеленого ренклода с терносливой», напечатанной в выпуске №5 журнала «Прогрессивное садоводство и огородничество» 1905 года на страницах 51—53. В дальнейшем, это же описание, претерпевшее некоторые изменения, вошло во II том первого издания основного труда Мичурина в качестве самостоятельной статьи. После этого публиковалось без изменений во всех последующих изданиях.

## Описание
Плод обладает неправильно-круглой, угловатой формой, к вершине он сужается. Основание плода скошенное. Поверхность кожицы гладкая, с неглубокой впадиной по длине плода. Обладает ярко-жёлтой окраской с зелёноватым оттенком, покрыта плохо заметным налётом. Кожица ренклода золотистого тонкая, плотная и эластичная, она хорошо отстаёт от мякоти. В высоту плод достигает 35 мм, в ширину — 35 мм, а его вес составляет приблизительно 24 г. Плод созревает во второй половине августа.
Плодоножка зелёного или светло-зелёного цвета, слегка изогнута, толстая, примерно 24 мм в длину, имеет травянистое строение. Она плотно прикреплена к плодушке, на её солнечной стороне присутствуют жёлто-бурые наросты. Помещается плодоножка в неглубокой воронке.
Средней величины косточка типа ренклодов ребристая, имеет овально-неправильную форму. Мякоть мраморно-зеленовато-желтой окраски, сочная. Её консистенция мягкая, а сок без окраски. Легко отделяема от косточки.
Плод обладает сладким вкусом с лёгким привкусом кислинки.  
Дерево рекнлода золотистого выносливо к зимним морозам и не страдает от болезней, вызываемых как животными, так и растениями.